# Катедрала Госпе од Непрестане Помоћи у Призрену
Катедрала Госпе од Непрестане Помоћи, позната и као Катедрала Госпе Помоћнице је католичка црква која се налази у Призрену. Саградио ју је надбискуп Дарио Бучарели 1870. године, а црква припада Призренско-приштинској бискупији.

## Опште информације
На југозападној страни Призрена, у насељу код старе пијаце налази се Катедрала Госпе од Непрестане Помоћи, са осталим пратећим објектима. Објекат одликује грчко-римским елемнтима архитектуре, а саграђена је 1870. године на иницијативу надбискупа Дарија Бучарелија. Кулу са звоником и сатом доградио је Тома Гласновић.
Црква има полулучни олтар, средња аниата је покривена двоводним кровом, док аниате са стране имају једноводни кров и покриврене су каменим полочама. Вертикални стубови, степенице и балкон су направљени од дрвета, док су зидови у унуташњости цркве покривени кречним малтером, а спољашни део је немалтерисана структура од плавог камена.
У трезору средњег брода налазе се фреске рађене у техници „алсеко”, на којима су приказани мотиви Призрена. На слици Госпе у делу поред олтара приказани су грађани Призрена обучени у традиционалне ношње из тог времена. Изнад терасе налазе се две слике, борца против османских освајача и исламизације Ђурађа Кастриота Скендербега и тамишкog жупанa, северинскog банa Јаноша Хуњадија. Аутор ових слика из 1878. године је аустријски уметник Симковис.
Црква је све до 1970. године сачувала своју оригиналност, када су поводом сто година постојања зидови, стубови и повови поплочани мермером, степенице и балкон су пресвучени армираним бетоном, а постављена је и метална ограда на улазу и степениште. Комплекс катедрале обухвата и друге објекте као што су зграда верске католичке школе, зграда за свештенике, зграда за часне сестре, седиште Бискупије, зграда Жупаније и други објекти за становање и пословни простор.
Током грађевинских радова унутар катедрале пронађени су трагови старе цркве са гробљем која датира из 11-ог или 12. века.